# Theronia pygmaea
Theronia pygmaea är en stekelart som beskrevs av Gupta 1962. Theronia pygmaea ingår i släktet Theronia och familjen brokparasitsteklar. Inga underarter finns listade i Catalogue of Life.